# 네팔 왕비 코말
코말(Queen Komal Rajya Laxmi Devi Shah, 1951년 2월 18일)은 네팔의 마지막 왕비다. 재위기간은 2001년~2008년이다.

## 생애
네팔의 마지막 왕비로, 갸넨드라 국왕의 부인이다. 1951년 2월 18일에 카트만두에서 태어났다. 1970년 5월 1일에 갸넨드라와 결혼했으며, 자식으로는 파라스 왕세자(1971년 생)와 프레라나 공주(1978년 생)가 있다.
2008년에 네팔 왕정이 몰락하자, 가족과 함께 왕궁을 떠났다.